# 人生泣き笑い
「人生泣き笑い」（じんせいなきわらい）は、上沼恵美子のCDシングル。2025年6月18日発売。発売・販売元はテイチクエンタテインメント。規格品番はTECA-25023。

## 解説
前シングル「時のしおり 感謝盤」（2020年9月16日発売、TECA-20056）から約5年ぶりに発売されたシングル盤である。
ディスクジャケットは見開きの歌詞カードで分割9つの別カットのほか、大阪ラブレターを表題曲としたジャケットが裏表紙となっている。また上沼恵美子が描いた犬の絵が掲載された。歌詞は記載されず、ジャケットとは別紙で歌詞・譜面が封入されている。アートワークのカメラマンは浅井佳代子による。

## 収録曲
| 全作詞: 田久保真見、全作曲: 南乃星太。 |                                          |            |            |            |      |
| #                                      | タイトル                                 | 作詞       | 作曲・編曲 | 編曲       | 時間 |
| 1.                                     | 「人生泣き笑い」                         | 田久保真見 | 南乃星太   | 杉山ユカリ | 3:50 |
| 2.                                     | 「大阪ラブレター」                       | 田久保真見 | 南郷達     | 南郷達也   | 4:37 |
| 3.                                     | 「人生泣き笑い」(オリジナル・カラオケ)   | 田久保真見 | 南乃星太   | 杉山ユカリ | 3:52 |
| 4.                                     | 「人生泣き笑い」(メロ入りカラオケ)       | 田久保真見 | 南乃星太   | 杉山ユカリ | 3:52 |
| 5.                                     | 「大阪ラブレター」(オリジナル・カラオケ) | 田久保真見 | 南乃星太   | 南郷達也   | 4:37 |
| 合計時間:                              | 合計時間:                                | 合計時間:  | 20:53      |            |      |